# Département de la recherche sur le travail
 (décembre 2022).
 (décembre 2022).
La mise en forme du texte ne suit pas les recommandations de Wikipédia : il faut le « wikifier ».
Les points d'amélioration suivants sont les cas les plus fréquents. Le détail des points à revoir est peut-être précisé sur la page de discussion.
- Les titres sont pré-formatés par le logiciel. Ils ne sont ni en capitales, ni en gras.
- Le texte ne doit pas être écrit en capitales (les noms de famille non plus), ni en gras, ni en italique, ni en « petit »…
- Le gras n'est utilisé que pour surligner le titre de l'article dans l'introduction, une seule fois.
- L'italique est rarement utilisé : mots en langue étrangère, titres d'œuvres, noms de bateaux, etc.
- Les citations ne sont pas en italique mais en corps de texte normal. Elles sont entourées par des guillemets français : « et ».
- Les listes à puces sont à éviter, des paragraphes rédigés étant largement préférés. Les tableaux sont à réserver à la présentation de données structurées (résultats, etc.).
- Les appels de note de bas de page (petits chiffres en exposant, introduits par l'outil «  Source ») sont à placer entre la fin de phrase et le point final[comme ça].
- Les liens internes (vers d'autres articles de Wikipédia) sont à choisir avec parcimonie. Créez des liens vers des articles approfondissant le sujet. Les termes génériques sans rapport avec le sujet sont à éviter, ainsi que les répétitions de liens vers un même terme.
- Les liens externes sont à placer uniquement dans une section « Liens externes », à la fin de l'article. Ces liens sont à choisir avec parcimonie suivant les règles définies. Si un lien sert de source à l'article, son insertion dans le texte est à faire par les notes de bas de page.
- La présentation des références doit suivre les conventions bibliographiques. Il est recommandé d'utiliser les modèles {{Ouvrage}}, {{Chapitre}}, {{Article}}, {{Lien web}} et/ou {{Bibliographie}}. Le mode d'édition visuel peut mettre en forme automatiquement les références.
- Insérer une infobox (cadre d'informations à droite) n'est pas obligatoire pour parachever la mise en page.

Pour une aide détaillée, merci de consulter Aide:Wikification.
Si vous pensez que ces points ont été résolus, vous pouvez retirer ce bandeau et améliorer la mise en forme d'un autre article.
 (décembre 2022).
Le Département de la Recherche sur le Travail est une association de travail basé sur la recherche, à Londres, qui donne des informations pour soutenir le commerce. Environ 2000 organisations, dont 51 au R-U, représentant plus de 99 % au total des membres de la Trades Union Congress, sont affiliées.
Le DRT a fait ses débuts comme Comité de l'Opinion dans le Contrôle de l'industrie, fondé par la Société Fabian en 1912. L'année suivante, le comité a été utilisé comme le département de recherche de la société. Le premier bulletin mensuel a été établi en 1917, nommé le Monthly Circular. En 1918, l'organisation a changé de nom en Département de la Recherche sur le Travail.

## Publications
LRD publie de nombreux ouvrages sur le droit du travail, dont le guide annuel Law at Work. LRD publie des brochures LRD, Labor Research, Workplace Report, Fact Service et Safety Rep.
Toutes les informations sur les publications de LRD sont disponibles sur leur site internet
- http://www.lrdpublications.org.uk

## Base de données Payline
LRD gère la base de données Payline sur les salaires et les conditions qui contient des informations sur les règlements salariaux, les taux de rémunération, les pensions, la maternité, la paternité et d'autres termes et conditions. La base de données contient des informations sur plus de 2000 accords.

## Recherches
LRD mène des recherches sur la négociation collective, l'égalité, la santé et la sécurité, les développements syndicaux, la participation des travailleurs. Les recherches publiées comprennent :
- Audit du TUC sur l'égalité (2012)
- Enquête auprès des représentants de la sécurité du TUC (2012)
- Accroître l'écart entre les hommes et les femmes: rapport sur la rémunération et l'emploi des femmes en Europe (2011)

LRD est membre du réseau des instituts de recherche liés aux syndicats (TURI).